# フジテレビフューチャネット
株式会社フジテレビフューチャネット(Fujitelevision Futurenet Inc.)は、かつて存在した電気通信事業者である。株式会社フジテレビジョンの子会社であった。略称FFNet。
日本アイ・ビー・エム株式会社（日本IBM）45%、三菱商事株式会社25%、株式会社日立製作所20%、株式会社東芝10%の出資によって株式会社ピープル・ワールドとして設立。その後、フジテレビジョンの子会社となって株式会社フジテレビフューチャネットへ社名変更し、2005年4月1日にフジテレビの子会社である株式会社フジミックと合併し、消滅した。
パソコン通信サービス「People」を運営していた。のちにISP事業にも参入していた。

## 略歴
- 1994年2月14日 - 日本IBMがパソコン通信「People」を提唱。
- 1994年7月15日 - 株式会社ピープル・ワールド設立。
- 1994年7月 - 三菱電機が資本参加。
- 1997年9月 - フジテレビ・フジミックが資本参加。
- 2000年7月 - フジテレビが経営権取得し子会社となる。(この時点での株主はフジテレビ・IBM・フジミック)
- 2000年10月6日 - 商号を株式会社フジテレビフューチャネットに変更。
- 2002年2月20日 - ISPの名称を「People」から「FFNet」に変更。
- 2004年3月31日 - ISP業務を終了（その他のインターネット事業は継続）。
- 2005年4月1日 - 株式会社フジミックと合併し、消滅。